# Corallochytrium limacisporum
A Corallochytrium limacisporum a Corallochytrea egyetlen nemzetségének, a Corallochytriumnak egyetlen ismert faja. Az arab-tengeri korall-lagúnákban fedezte fel Raghu-Kumar 1987-ben. Eleinte a Thraustochytrida csoportba sorolták, de ostor- és szagenogenetoszóma-hiánya alapján kiderült, hogy nem oda tartozik. Az állatok és a gombák fejlődése kutatásában fontos, mivel mindkét csoportra jellemző enzimeket tartalmaz (C-14-reduktáz, illetve α-AAR).

## Etimológia
A nemzetség felfedezése helyéből (korallzátony-lagúnák) és a Chytrium szóból származik. A faj neve a sejt által termelt limax alakú spórákból származik.

## Történet
1987-ben fedezte fel Raghu-Kumar az arab-tengeri Agatti, Kavaratti és Bangaram lagúnáiban. Eredetileg a gombaszerű élőlényekből álló, és fonalakkal tápanyagokat felvevő Thraustochytridába sorolták. Azonban Cavalier-Smith és Allsopp 1996-ban kimutatta, hogy ez téves, mert nem rendelkezik a Thraustochytrida jellemzőivel. Filogenetikai elemzések is kimutatták, hogy a Corallochytrium nem a Thraustochytrida tagja, hanem a Choanozoa közeli rokona. Cavalier-Smith új rendet és osztályt hozott létre számára, ezek a Corallochytrida, illetve a Corallochytrea. Torruella et al. 2015-ben kimutatták, hogy testvércsoportja az Ichthyosporea, és egyesítették ezeket az egysejtűekből korán kialakult Teretosporeában.
Az állatok és gombák elkülönülése és az Opisthokonta fejlődése vizsgálatában fontos faj. Az Ichthyosporeával együtt feltehetően a legkorábban kialakult Holozoa-kládok (állatok és minden gombákkal nem közös ősük) közé tartozhat. Azonban 2006-ban a Corallochytriumot a gombákhoz közelebb helyező fák is megjelentek. Az α-AAR-génen alapuló filogenetikai fák a gombák testvércsoportjaként helyezik el, más géneket, például a C-14-reduktázt használó fák nem döntötték el az állatok és gombák közti helyzetét.
2022-ben megjelent tanulmányában Thomas Cavalier-Smith az általa használt definíció szerinti Choanozoába tartozó Choanofilába sorolt Ichthyosporeába helyezte a Corallochytridát, és a Corallochytrium testvércsoportjaként a Syssomonast. Ez értelemben a Pluriformea szinonimája volt a Corallochytrida.

## Morfológia
4,5ؘ–20 μm-es gömbölyű, nem fotoszintetikus egysejtű. Ostora és szagenogenetoszómája nincs, a gombákéra nem hasonlító vékony kitin sejtfala és egyszerűsödött ostorszerkezete van. A gombákhoz és a galléros ostorosokhoz hasonlóan lapos cristái vannak.
Sejtfala fejlődésekor veszthette el az Opisthokontára kezdetben jellemző filopódiumokat.

## Élőhely és ökológia
Nincs sok ismeret az ökológiai jellemzőiről, de táplálkozása az állatok és a gombák fejlődése megértéséhez fontos. Arab-tengeri korallzátonyokban élő tengeri egysejtű. Ragadozó, nagy eukariótákat eszik. Rendelkezik a gombákra jellemző α-aminoadipát-reduktázzal (α-AAR), mely az α-aminoadipát- (AAA) útban fontos, mely szervetlen nitrogénvegyületekből állít elő aminosavakat gombákban. Az α-AAR állandósult enzim a gombákban, ennek jelenléte alapján a gombák testvércsoportjának is tekintették. A gombákhoz hasonlóan szaprotróf. A Corallochytrium ezenkívül az állati és gombaszterolutakban is fontos szterol-C-14-reduktázzal is rendelkezik. Korábbi feltételezések szerint az ergoszterol volt a fő szterolja, azonban ezt vad típusú és Δerg3 mutáns UV-abszorpciós spektruma alapján mutatták ki.
Ozmotróf, szaprotróf sejt.

## Életciklus
Életciklusa kevéssé ismert, azonban ismert, hogy palintómiás kettéosztódással kolóniákat alkot, és az Ichthyosporeához hasonló szkizontákat alkot. Az életciklus végén limax alakú spórákat bocsát ki.

## Genetika
Magi genomját 2017-ben szekvenálták, hossza 24,1 Mbp, 7535 gént és kevés ismétlődő szakaszt (1,8%) és transzpozont (3,8%) tartalmaz. A koordinált cisz-szabályzás az Ichthyosporeáétól eltérően valósul meg, de a Chromosphaeráéhoz kissé hasonló. Egy α/β-integrin-párja van. Bár az Ichthyosporea rokona, közös intronjai mintája jelentősen eltér: szekunder egyszerűsödés történt bennük.
NMD-fehérjecsoportja és SR splicingfaktorai egy részét elvesztette – a 4 EJC-komponensből 3-at elvesztett, és csak 1 kanonikus SR-génje van.
A korábban a nem TALE családba tartozó állatspecifikus LIM csoporttal asszociált homeobox génjei vannak, melyek bona fide LIM-HD-homológok 1–2 LIM doménnel.
C-src tirozinkináza (Csk) széles szubsztrátkörű, és aktivitásfüggetlenül tudja inhibeálni az Src-t.
8 A csoportbeli TK- (ebből 5 RTK-kban), 7 PTP-, 18 SH2- és 1 PTB-doménje van RNS-szekvencia-adatok alapján. Több RTK-családja van, mint CTK-családja, RTK-i nem homológok állati, gallérosostoros- vagy Filasterea-RTK-családokkal, az Ichthyosporea RTK4-e és a Corallochytrium RTK2-je homológiája feltehetően konvergens evolúcióval alakult ki. PTP-diverzitása kisebb az állatokénál, azonban egyes PTP-k homológok állati PTP-kkel. Egyes fehérjékben az SH2- és a TK- vagy PTP-domének együtt vannak jelen.
PTB-tartalmú fehérjéi nem tartalmaznak más domént, például PTP-t vagy TK-t más kládokkal, például a Filozoával szemben, ahol az ilyen fehérjék összetettebbek.
2 nitrátasszimilációs fehérje (NAP) található benne.

## Filogenetika
Két ribocsoport ismert, melyekbe tartozhat, ezek a Teretosporea Torruella et al. 2015 és a Pluriformea Hehenberger et al. 2017, azonban a Tunicaraptor unikontum felfedezése alapján a Teretosporea monofíliája valószínűtlen.

## Fordítás
Ez a szócikk részben vagy egészben  a   Corallochytrium című angol Wikipédia-szócikk ezen változatának fordításán alapul.  Az eredeti cikk szerkesztőit annak laptörténete sorolja fel. Ez a jelzés csupán a megfogalmazás eredetét és a szerzői jogokat jelzi, nem szolgál a cikkben szereplő információk forrásmegjelöléseként.